# Yaucourt-Bussus
Yaucourt-Bussus é uma comuna francesa na região administrativa de Altos da França, no departamento de Somme. Estende-se por uma área de 7,03 km². Em 2010 a comuna tinha 249 habitantes (densidade: 35,4 hab./km²).